# Simeon ben Gamaliel II.
Rabban Simeon ben Gamaliel II. (auch: Simon; auch: Schimon; auch: Gamliel II., hebr. רבן שמעון בן גמליאל; in der Patriarchenzählung = Simeon III., * um 100; † nach 160) war ein jüdischer Gelehrter des Altertums, wird zu den Tannaiten der 3. Generation gezählt und hatte etwa von 135 bis 165 das Patriarchenamt inne.
Er war Sohn Gamaliels II. In seiner Jugend, als der Bar-Kochba-Aufstand ausbrach, befand sich Simeon in Betar, bei der Einnahme der Festung durch die Römer gelang es ihm, dem Massaker zu entkommen. Nach Hadrians Tod wurde er um 140 in Uscha – dem von Schülern Akibas dort statt Jawne neu gegründeten Zentrum des Rabbinats – Vorsitzender (Nassi) des  erneut gebildeten Synhedrions in der Nachfolge seines Vaters. Simeons Stellvertreter wurde der Sohn des Exilarchen, Natan der Babylonier, der Simeon zeitweise den Vorsitz streitig machte bzw. – letztlich erfolglos – dessen Abdankung erzwingen wollte.
Während des Patriarchats des Schimon ben Gamaliel II. war das jüdische Volk bereits Gegenstand diverser Verfolgungen und Demütigungen. Dies bewog den Patriarchen zu folgender Bemerkung (Schir ha-Schirim Rabba III, 3):

„Unsere Vorväter kannten das Leid nur von ferne, aber wir werden davon schon so viele Tage, Monate und Jahre verfolgt, dass wir mehr als diese ein Recht darauf erworben haben, ungeduldig zu werden.“

Simeons Halachot berücksichtigen die Praktikabilität der Vorschriften und verwerfen eine unbedingte Gültigkeit derselben, fordern stattdessen eine Modifizierung je nach vorliegendem Fall. Auch das Gewohnheitsrecht steht bei ihm in hohem Ansehen. Die Wahrung der Interessen und der Würde von Frauen und Sklaven waren ihm ein besonderes Anliegen.
Nach Simeon ist das Wohl der Gesamtheit so bedeutend, dass im Zweifel das Wohl des Einzelnen dahinter zurücktreten muss.
In den Sprüchen der Väter ist folgender Satz von ihm überliefert: "Auf drei Dingen beruht die Welt: auf dem Recht, der Wahrheit und dem Frieden" (I, 18).
Der Überlieferung nach ist Simeon in Kfar Manda in Untergaliläa begraben.
Simeon ben Gamaliel II. war der Vater des Jehuda ha-Nasi.